# Роберт Лисейко
Роберт Лисейко (хресне ім'я Роман; нар. 9 вересня 1976, Львів) — український церковний діяч, ієромонах-василіянин, педагог, ректор Василіянського інституту філософсько-богословських студій ім. митр. Йосифа Велямина Рутського (2007—2012), духівник Української папської колегії святого Йосафата (2016—2022), генеральний радник Василіянського Чину (2021—2022), протоархимандрит Василіянського Чину святого Йосафата з 19 липня 2022 року.

## Життєпис
Роман Лисейко народився 9 вересня 1976 року у Львові в сім'ї Василя Лисейка і його дружини Олександри (до шлюбу Сокіл). Має сестру Ольгу. З 1983 до 1993 року навчався в Яворівській середній школі № 1 ім. Осипа Маковея.
9 липня 1993 року вступив на новіціят до Василіянського Чину при монастирі святого Миколая в Крехові. На облечинах отримав чернече ім'я Роберт. Перші обіти склав 25 червня 1995 року, а вічні — 1 червня 2000 року. Упродовж 1995—2001 років навчався в Римі: перший інтегративний рік у Папському східному інституті (1995—1996) і філософія (1996—1998) та богослов'я у Папському Григоріянському університеті (1998—2001). 8 липня 2001 року в Жовкві отримав ієрейські свячення з рук преосвященного владики Єфрема Кривого, ЧСВВ.
У 2001—2005 роках душпастирював у Апостольському Екзархаті для українців католиків візантійського обряду в Німеччині. З 2005 до 2007 року продовжував навчання у Римі, здобувши ліценціатський ступінь з філософії в Папському Григоріянському університеті. У 2007—2012 роках був ігуменом монастиря святого Йосифа та ректором Василіянського інституту філософсько-богословських студій у Брюховичах. В 2013—2017 роках навчався в Інституті психології Папського Григоріянського університету. Від 2016 року — духівник Української папської колегії святого Йосафата, а від 26 травня 2021 року — Головний Радник Василіянського Чину святого Йосафата. В Апостольському Екзархаті для українців-католиків візантійського обряду в Італії виконував служіння референта по захисту неповнолітніх.
Під час XIV Римської Генеральної капітули, що тривала з 11 до 23 липня 2022 року капітульні отці обрали (19.07.2022) отця Роберта Лисейка протоархимандритом Василіянського Чину святого Йосафата.